# Sok jelitowy
Sok jelitowy – sok trawienny składający się ze złuszczonych komórek nabłonka jelitowego oraz roztworu izotonicznego zawierającego enzymy trawienne takie jak proteazy rozkładające białka i oligopeptydy na aminokwasy. Wydzielanie soku jelitowego stymulowane jest hormonalnie pod wpływem miazgi pokarmowej.